# Общество торговых предпринимателей
Общество торговых предпринимателей (англ. Society of Merchant Venturers) — это благотворительная организация в английском городе Бристоль. Общество можно проследить вплоть до гильдии XIII века, которая финансировала путешествие Джона Кэбота в Канаду, что фактически ознаменовало начало Британской империи.
Общество и его первая Королевская хартия в 1552 году в течение многих веков была фактически синонимом правительства Бристоля, особенно Бристольской гавани. В последнее время деятельность общества была сосредоточена на благотворительных программах.
Общество сыграло свою роль в развитии Бристоля, в том числе строительство Клифтонского висячего моста и Великой западной железной дороги. Это также повлияло на развитие образовательных учреждений в Большом Бристоле, в том числе Бристольского университета, Университета Западной Англии, Университета Бата, Колледжа города Бристоля, Школы для девочек Колстона и Академии купцов.

## История
Гильдия Торговцев была основана в Бристоле в XIII веке, и вскоре активно включилась в гражданскую жизнь. Гильдия финансировала путешествие Джона Кэбота в Ньюфаундленд в 1497 году.
Общество в его нынешней форме было основано в 1552 году Королевской хартией Эдуарда VI, предоставляющей обществу монополию на морскую торговлю Бристоля. В XVI веке Общество содержало бесплатную школу для детей моряков при Торговом зале на Кинг-стрит. Столетие спустя моряков обучали «искусству навигации» Это должно было перерасти в Технический колледж торговцев-предпринимателей на улице Юнити к концу девятнадцатого века, когда было зачислено более 2500 студентов.
Общество оставалось под эффективным контролем Бристольской гавани до 1809 года. Дальнейшие хартии были предоставлены Карлом I, Карлом II и Елизаветой II. Члены общества активно участвовали в английской колонизации Северной Америки, помогая основать поселения Бристольской Надежды и Куперской бухты в Ньюфаундленде. В 1694 году Общество торговцев-предпринимателей обратилось с петицией в парламент против монополии Королевской африканской компании на работорговлю, что привело к прекращению этой монополии в 1698 году.
В течение восемнадцатого века четверть отдельных членов Общества должна была, непосредственно, участвовать в работорговле с такими известными бристольскими работорговцами, как Майкл Бехер, Джон Даккенфилд и Исаак Хобхаус.
Первым источником освещения на острове Флэт-Хольм была простая жаровня на деревянной раме, стоявшая в восточной части острова. В 1733 году Общество торговцев-предпринимателей Бристоля сочло жаровню ненадежной и обратилось в Генеральное управление маяка, Тринити-Хаус, с ходатайством о создании маяка, но ходатайство было отклонено. В 1735 году г-н Уильям Крисп из Бристоля представил предложение построить маяк за свой счет. Это первоначальное предложение провалилось, но переговоры возобновились в 1736 году, когда 60 солдат утонули после того, как их судно потерпело крушение на скалах возле Флэт-Холма. После этой катастрофы Общество Торговых Предпринимателей поддержало предложение Уильяма Криспа [8]. Крисп согласился заплатить 800 фунтов стерлингов (110 552 фунтов стерлингов, 220 241 долл. США в 2008 году) за строительство башни, а также за разрешения на сборы [6]. Строительство башни закончилось в 1737 году, и она начала действовать 25 марта 1738 года.
Расходы на строительство Бристольской плавучей гавани, завершенной в 1809 году, значительно превышали ресурсы Общества и требовали создания компании «Бристоль Докс». Хотя Общество было представлено в Совете, оно уступило свою роль в управлении портом Бристоль, который доминировал в своей деятельности на протяжении семнадцатого и восемнадцатого веков.
В XIX веке Общество помогло финансировать строительство Клифтонского висячего моста, а члены общества помогли построить Великую западную железную дорогу. В 1860-х годах Общество действовало вместе с Бристольской корпорацией, чтобы поставить район Клифтон Дауна и примыкающую к нему Даредхэм Дауна, под контроль единого комитета Даунса. Питьевой фонтан Олдермена Проктора, на Клифтон-Даун, был построен в 1872 году Г. и Г. Годвином, в стиле готического возрождения, чтобы ознаменовать представление Обществом в 1861 году «определенных прав на Клифтон-Даун, предоставленных гражданам» Бристоля. [10]
Бристольский университетский колледж, достиг статуса Бристольского университета в 1909 году, Технический колледж торговых предпринимателей Стал основой инженерного факультета, в то время как оставшиеся кафедры колледжа в конечном итоге стали Университетом Западной Англии.
В начале XVIII века Общество приобрело школу для мальчиков. В 1861 году она переехала в Стэплтон, и только в 1991 году стала совместным учебным заведением для мальчиков и девочек.
В 1891 году, на средства Фонда Эдварда Колстона, на Челтнем-роуд, была открыта школа для девочек Колстона. Она стала академией в 2008 году, когда школа вновь открылась, как Академия торговцев. В 2016 году открылась Бристольская бесплатная школа аутизма, которая теперь называется Академией предпринимателей. С 2017 года Общество и Университет Бристоля совместно спонсируют пять начальных школ, среднюю школу, общеобразовательную школу и специальную школу в Бристоле. Общий фонд Venturers 'Trust теперь контролирует образование более 3200 студентов
0бщество управляет приютом с момента его основания Эдвардом Колстоном в 1696 году. С 1922 года Общество является попечителем независимого благотворительного Фонда, Св. Моники, который в последние годы способствовал весьма существенным изменениям. Общество также является единственным попечителем Cote Charity, созданной в 1968 году, которая в 2009 году открыла Katherine House, дом для престарелых, а в 2016 году Griffiths House для людей, живущих с деменцией.

## Архивы
В бристольских архивах хранятся записи об Обществе торговцев-предпринимателей, в том числе о фонде и членстве, административных, финансовых, благотворительных организациях, образовании, управлении поместьями, торговле, ассоциированных клубах и обществах, больничном Фонде моряков и различные именные указатели, а также другие документы и корреспонденция, относящиеся к интересам Общества торговцев-предпринимателей. Другие документы и документы, касающиеся интересов Общества в Сомерсете и Дорсете, доступны в Сомерсетском Центре Наследия.

## Текущий статус
Общество Торговых Предпринимателей состоит из мужчин и женщин, готовых посвятить свое время и навыки для поддержки целей организации. Торговые предприниматели работают в тесном контакте с широким сообществом, и многие из его членов играют роль в коммерческой жизни Бристоля и учреждениях в городе.
Его цели:
1. Способствовать процветанию и благополучию большей части Бристоля через активную поддержку предпринимательской и коммерческой и общественной деятельности;
2. Повысить качество жизни для всех, особенно для молодежи, престарелых и обездоленных;
3. Содействовать обучению и приобретению навыков путем поддержки образования; 4.Действовать, как эффективный управляющий благотворительными трестами, наследием, древними зданиями и открытыми пространствами, за которые общество несет ответственность.

## Критика
В статье из журнала Venue от 2002 года говорилось, что многие участники не занимались благотворительностью. Тем не менее, общество сообщает, что квалификация потенциальных членов является «выдающейся в их собственной сфере бизнеса и активной в благотворительной или общественной жизни региона». До 2003 года женщины не были полноправными членами общества (хотя Маргарет Тэтчер ранее была сделана почетным членом), а с 2009 года в нём не было представителей этнических меньшинств. Общество заявило, что в будущем оно рассчитывает иметь представителей этнических меньшинств. В настоящее время на веб-сайте имеется список членов, с краткими биографиями
Журнал Venue заявил, что Общество Торговых Предпринимателей контролируют 12 благотворительных и 40 трастовых фондов, а также частную компанию SMV Investments, которая имеет крупные инвестиции в оборонные контракты, табак, генетически модифицированное сельское хозяйство и нефтяную промышленность. Торговые предприниматели работают в советах многих местных благотворительных и культурных организаций, и им гарантированы места в Бристольском университете и Комитете Даунса. Журнал цитирует Пола Бертона, из Школы политических исследований Университета, который говорит: «Они оказывают довольно большое влияние, и мы, жители Бристоля, не знаем о них много и не можем держать их в ответе»